# Bún bò Nam Bộ
Bún bò Nam Bộ (còn gọi là bún bò xào) là một món ăn Việt Nam phổ biến ở vùng Nam Bộ.